# راكان البريهي
راكان البريهي مواليد 18 يونيو 1987 في الرياض ، السعودية، هو لاعب كرة قدم سعودي.

## مسيرة اللاعب
لعب سابقاً في الفئات السنية في نادي الهلال و بعدها لعب في أندية الفيحاء و أبها و الفتح و هجر و الخليج و الشعلة و العربي و الدرعية و المزاحمية و الشعيب و السد.